# Бад-Вільдунген
Бад-Вільдунген (нім. Bad Wildungen) — місто в Німеччині, знаходиться в землі Гессен. Підпорядковується адміністративному округу Кассель. Входить до складу району Вальдек-Франкенберг.
Площа — 120,08 км2. Населення становить 17 287 ос. (станом на 31 грудня 2020). Відоме своїм замком Фрідріхштайн.

## Галерея

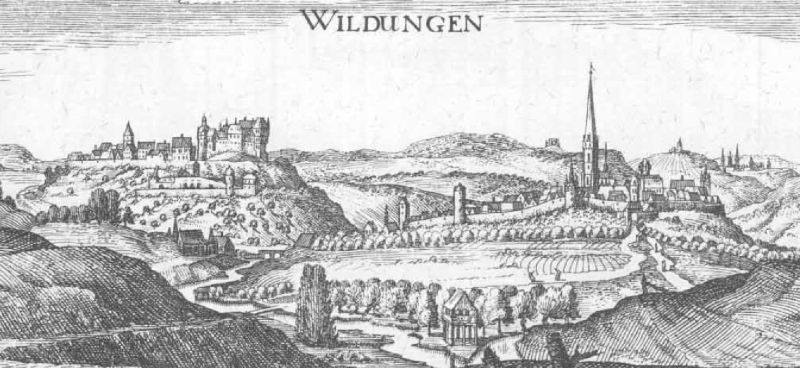
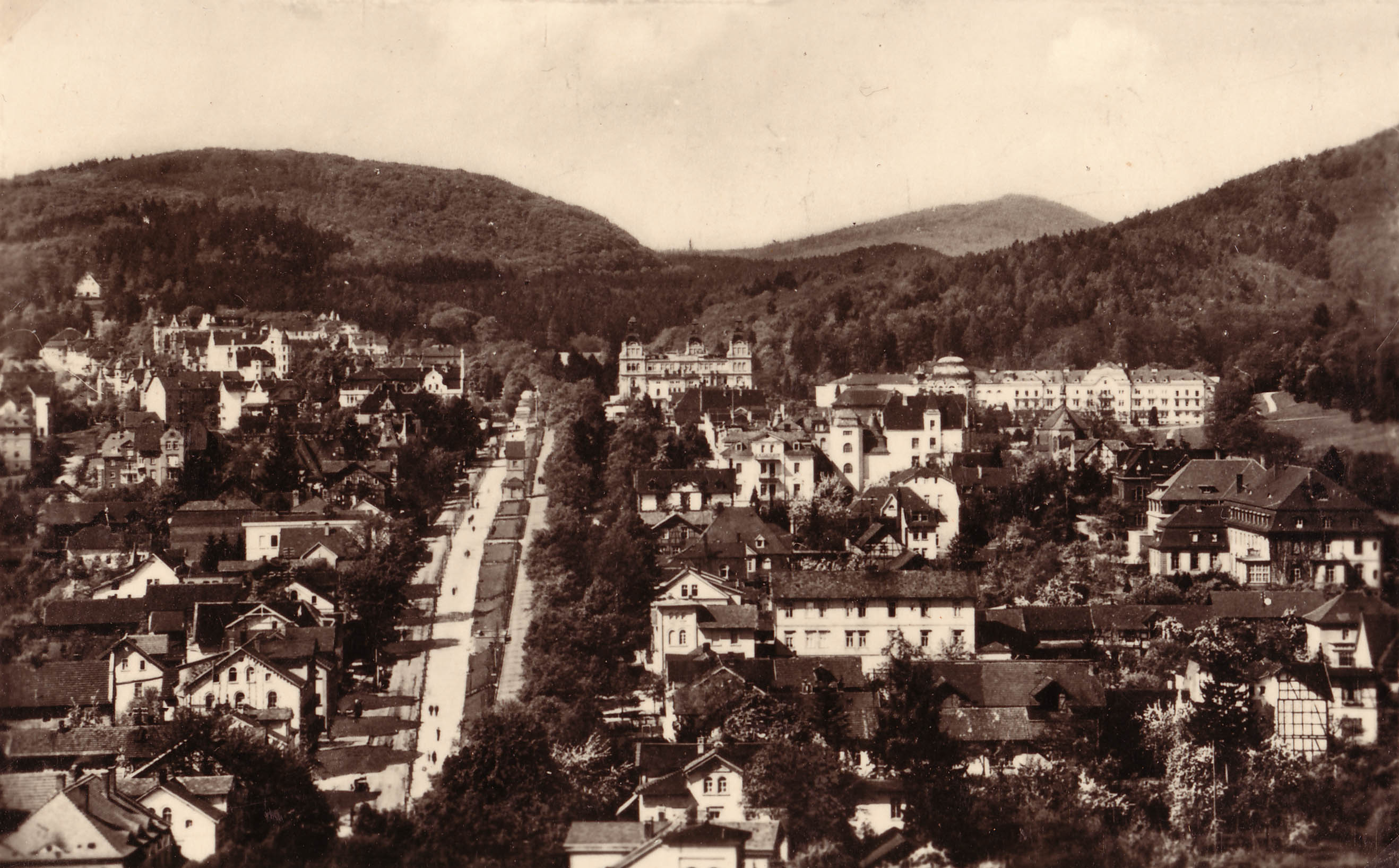
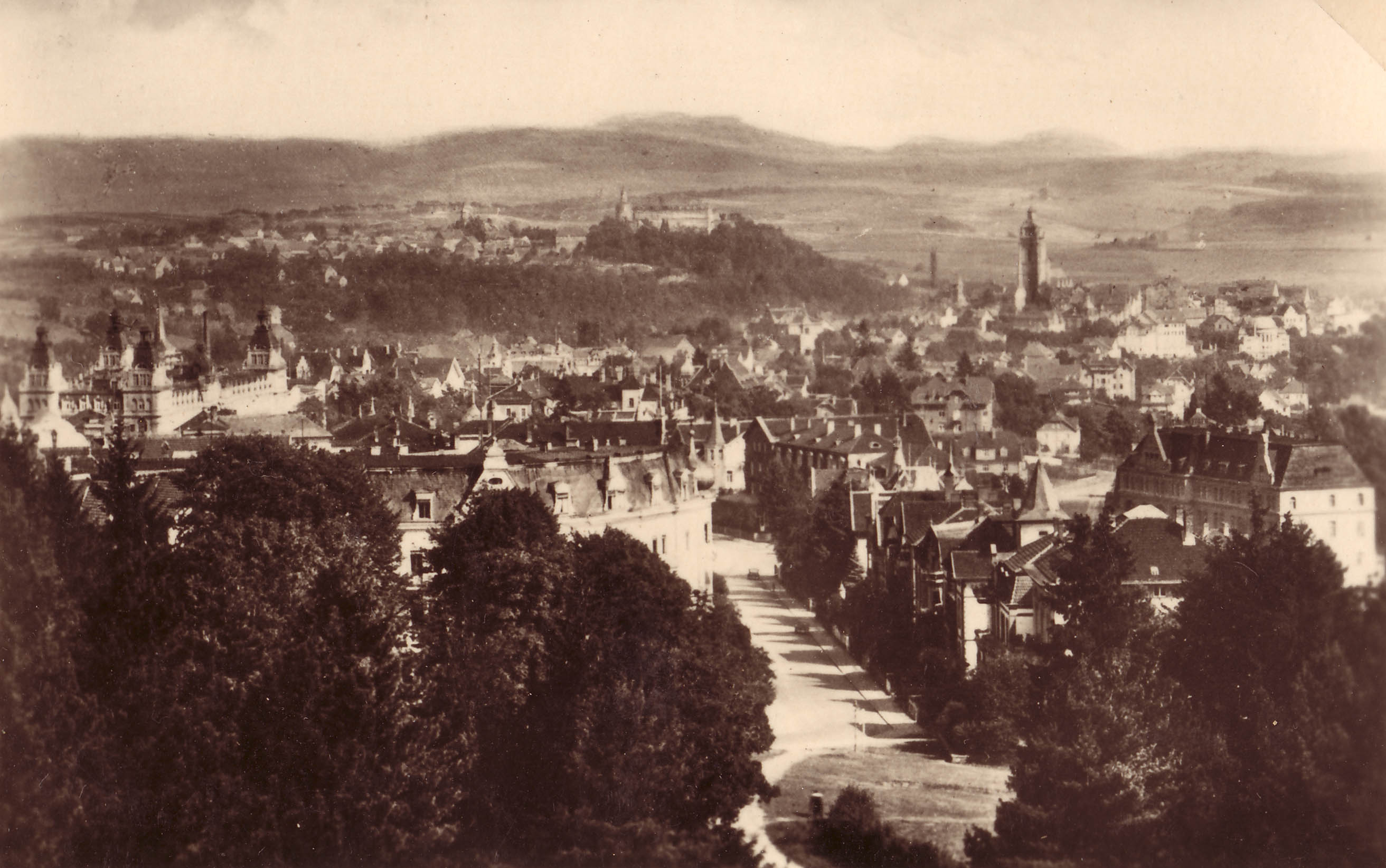
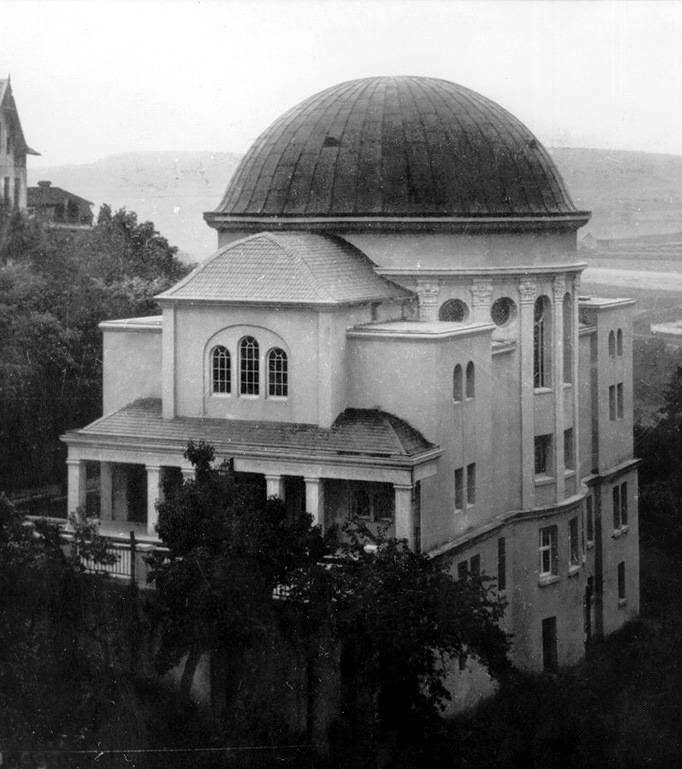
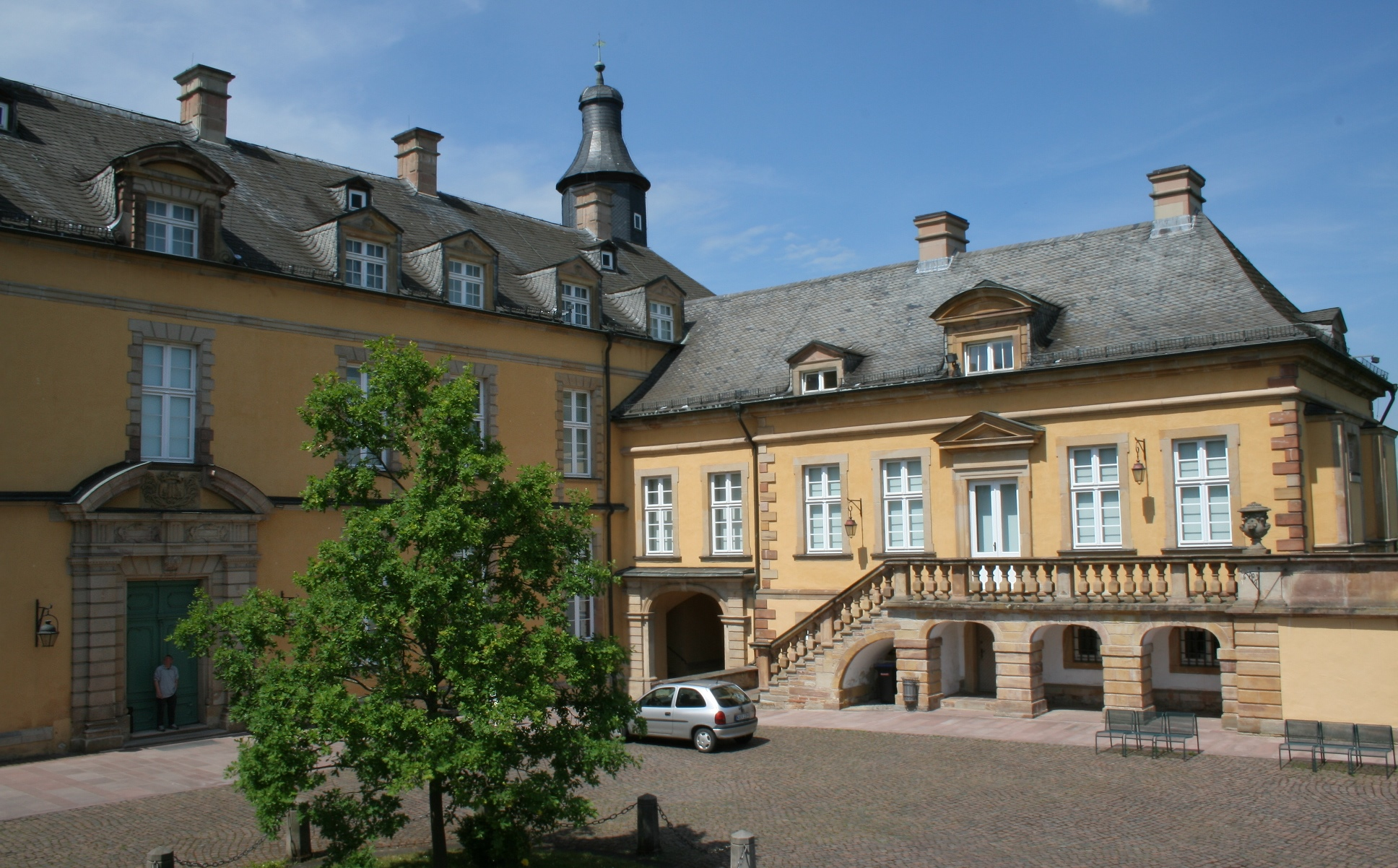
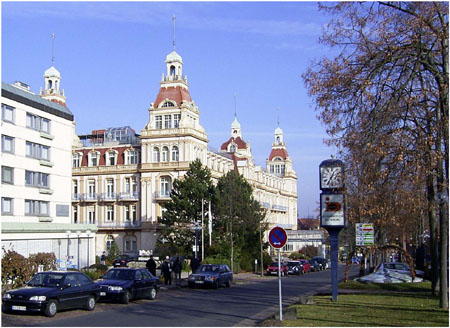